# Atmometer
Atmométer ali evaporiméter (grško atmós - para + mètron - mera) je fizikalna merilna priprava za merjenje stopnje izhlapevanja z mokre površine v ozračje, oziroma množine izhlapele vode. Izumil ga je škotski matematik in fizik sir John Leslie.
Preprosta priprava je lahko sestavljena iz porozne ravne plošče (na primer iz filtrskega papirja), ki lahko črpa vodo iz preprosto merljivega vira (npr. merilnega valja) preko stenja. Ko s površine izhlapeva voda, preko učinka kapilarnosti skozi stenj črpa vedno več vode zaradi izgube vode pri izhlapevanju. S periodičnim merjenjem količine vode, ki ostaja v valju, se lahko določi množina izhlapele vode. Prek površine plošče je moč določiti tudi stopnjo izhlapevanja na enoto površine.